# Proxeen

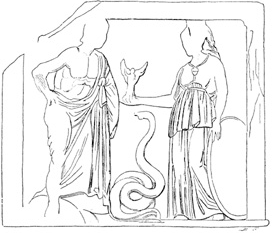
Kopstuk van een inscriptie van een proxeen (Corp. Inscr. Att. II 199 = IG II² 406.), die burger was van Croton, uit de tijd van Philippus II.

Een proxeen of proxenos (Oudgrieks: πρόξενος, próksenos - "voor de vreemdeling") was een burger in het oude Griekenland, die de functie bekleedde om in zijn polis de belangen van burgers van een andere polis te vertegenwoordigen (vgl. ereconsul).
Deze functie had zich sinds de 5e eeuw v.Chr. ontwikkeld uit de xenia (private gastvrijheid). Een proxenos was diegene tot wie de vreemdeling (xenos) zich in een vreemde polis kon richten, wanneer hij hulp nodig had of indien er zich problemen voordeden. De proxenos was een burger van de lokale polis of ten minste een metoik. Hij werd openlijk aangesteld om de belangen van de polis waarvan hij proxenos was te behartigen en haar te representeren in zijn polis.
Hij was een rijk en aanzienlijk man, want hij moest in staat zijn in geval van nood de vreemdelingen die hij vertegenwoordigde met raad en daad bij te staan. Vaak was hij oorspronkelijk afkomstig uit de polis die hij vertegenwoordigde of stamde zijn familie ervandaan.
Voor zijn ambt ontving hij geen betaling van de polis die hij vertegenwoordigde. Hij genoot echter wel bepaalde voorrechten (o.a. asylia) en profiteerde misschien ook door zakenrelaties. De voornaamste reden om proxenos te worden, was echter de eer die aan het uitoefenen ervan was verbonden.
Studie van inscripties en scheepswrakken wijst uit dat plaatsen waar meer proxenen werden aangesteld ook een hogere commerciële activiteit hadden. Het instituut van de proxenia had met andere woorden een stimulerend effect op de economie, omdat het de transactiekosten verlaagde.

## Voetnoten
1. ↑  Pier Paolo Creanza, "Institutions, Trade, and Growth: The Ancient Greek Case of Proxenia" in: The Journal of Economic History, 2024, p. 1-39. DOI:10.1017/S0022050723000505